# 원 애스터 플라자

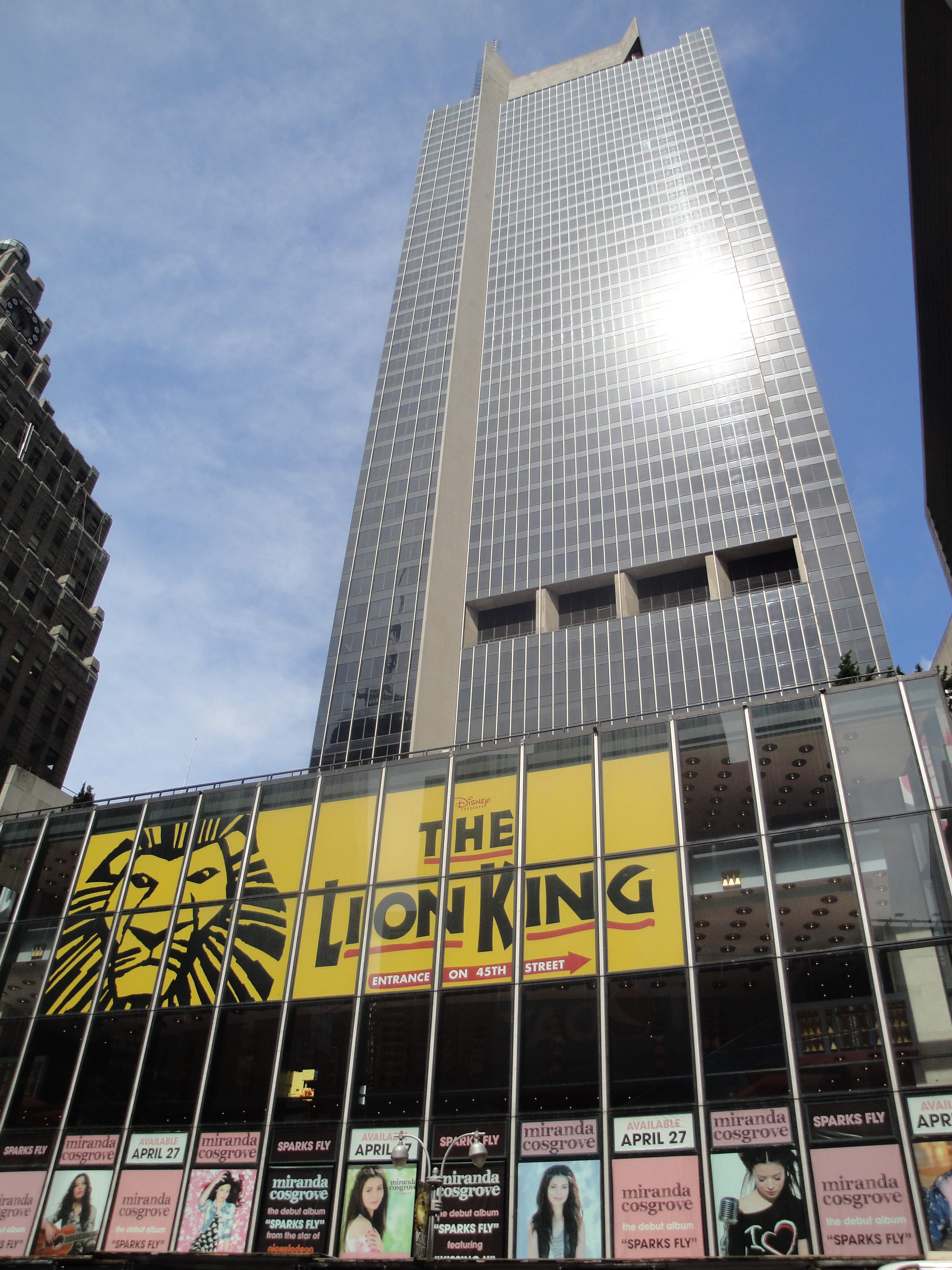
원 애스터 플라자

원 애스터 플라자(One Astor Plaza)는 미국 뉴욕 타임스 스퀘어에 위치한 마천루이다. 1972년 완공되었으며, 총 높이 227m로, 54층으로 되어있다.

## 같이 보기
- 뉴욕의 마천루 목록
- 미국의 마천루 목록